# Yalobusha County
Yalobusha County er et county i den amerikanske delstat Mississippi. 
34°02′N 89°43′V / 34.03°N 89.72°V